# Chlaeniini
 (août 2025).
Si vous disposez d'ouvrages ou d'articles de référence ou si vous connaissez des sites web de qualité traitant du thème abordé ici, merci de compléter l'article en donnant les références utiles à sa vérifiabilité et en les liant à la section « Notes et références ».
Tribu
Synonymes
Callistini Laporte de Castelnau, 1834
Les Chlaeniini sont une tribu de coléoptères de la famille des Carabidae et de la sous-famille des Licininae.

## Sous-tribus
- Callistina Laporte, 1834
- Chlaeniina Brullé, 1834